# 武並站
武並站（日语：／ Takenami eki */?）是東海旅客鐵道（JR東海）中央本線的鐵路車站，位於日本岐阜縣惠那市武並町竹折。

## 歷史
- 1919年（大正8年）11月25日：以竹折信號所的名稱開業，為鐵道省的一個車站。
- 1922年（大正11年）4月1日：更名為竹折信號場。
- 1926年（大正15年）4月1日：更改為現在名稱。
- 1928年（昭和3年）6月15日：貨運業務開始辦理。
- 1949年（昭和24年）6月1日：成為日本國有鐵道的一個車站。
- 1959年（昭和34年）10月15日：貨運業務停止辦理。
- 1970年（昭和45年）10月19日：行李業務停止辦理。
- 1987年（昭和62年）4月1日：國鐵分割民營化，成為東海旅客鐵道的一個車站。
- 2006年（平成18年）11月25日：本站可以使用TOICA。
- 2008年（平成20年）2月：新站舍啟用。
- 2008年（平成20年）3月19日：南口站舍啟用。

## 車站結構
島式月台1面2線的地面車站，並設有自動售票機和驗票閘門。

### 月台配置
| 月台 | 路線     | 方向 | 目的地             |
| ---- | -------- | ---- | ------------------ |
| 1    | 中央本線 | 下行 | 中津川、長野方向   |
| 2    | 中央本線 | 上行 | 多治見、名古屋方向 |

## 使用情況
根據「惠那市統計書」，近年1日平均上下車人次如下表。
| 年度   | 1日平均 上下車人次 |
| ------ | ------------------ |
| 2001年 | 1,122              |
| 2002年 | 1,108              |
| 2003年 | 1,118              |
| 2004年 | 1,126              |
| 2005年 | 1,114              |
| 2006年 | 1,124              |
| 2007年 | 1,118              |
| 2008年 | 1,094              |
| 2009年 | 1,038              |
| 2010年 | 1,022              |
| 2011年 | 972                |
| 2012年 | 948                |
| 2013年 | 950                |
| 2014年 | 916                |
| 2015年 | 934                |
| 2016年 | 909                |
| 2017年 | 948                |
| 2018年 | 940                |

## 车站周边
- 惠那市立武並小學
- 武並郵政局
- 中央自動車道
- 国道19号
- 中山道
- 下街道
- 東濃鐵道巴士
  - 藤線
- 瑞現寺
- 武並神社

## 相鄰車站
東海旅客鐵道（JR東海）
 中央本線
■快速、■普通
惠那（CF17）－武並（CF16）－釜戶（CF15）